# Stanisław Ossowski
Stanisław Ossowski (22 mai 1897, Lipno - 7 novembre 1963, Varsovie) est un de plus importants sociologues polonais du XXe siècle. Il a été professeur des universités de Łódź (1945–1947) et de Varsovie (1947–1963).

## Biographie
Ossowski a d'abord étudié la logique et l'esthétique avant de passer à la sociologie. Il était un partisan de la sociologie humaniste et antinaturaliste, en introduisant la distinction entre les sciences naturelles et les sciences sociales. Il a eu une forte influence sur les sociologues polonais, y compris Zygmunt Bauman et Jerzy Szacki.
En 1949, Ossowski est un membre fondateur, et de 1959 à 1962 vice-président de l'Association internationale de sociologie. En 1956, il est membre fondateur de l'Association de sociologie polonaise et devient son premier président (1957-1963).
Stanisław Ossowski a été marié à Maria Ossowska, une sociologue et philosophe sociale. Maria et Stanisław sont considérés parmi les fondateurs du domaine de la science de la science.
Son travail Structure de classe dans la conscience sociale aborde le problème très épineux (pour les idéologues communistes du Komintern) à savoir pourquoi l'économie la plus avancée de l'époque (États-Unis) a également été l'adversaire le plus véhément du communisme, en directe opposition aux principes marxistes. Ce travail a été entrepris pendant le dégel poststalinien après 1956 avec une prise de risque importante pour lui et sa famille. La thèse principale du livre (qui a été complexifié par une longue analyse marxiste qu’Ossowski développe pour se protéger) est que les écarts de salaires dans les États-Unis pourraient être expliqués en considérant le revenu supplémentaire par rapport à un emploi de base, comme une rente perçue pour le capital intellectuel du travailleur. Ainsi, dans une économie avancée avec un très large éventail de compétences sur le marché du travail, une division du travail plus large pourrait exister que dans une économie moins avancée. L'autre conclusion est que tous ceux qui reçoivent une rente de leur capital intellectuel auraient une tendance "petit-bourgeois", en termes marxistes, aussi bien politiquement que sociologiquement. Ainsi, plus une économie serait avancée et moins elle serait attirée par le communisme, détruisant de sorte la conviction marxiste-léniniste que le communisme était l’étape ultime du développement économique.